# ルサンチマン (お笑いコンビ)
ルサンチマンは、オフィス北野に所属していたパジャマお兄さんとよしおからなる日本のお笑いコンビ。2014年、よしお死去により事実上の解散。パジャマお兄さんはルサンチマン浅川に改名し、ピン芸人・速読研究家として活動を継続。所属フリー。

## メンバー
パジャマお兄さん（パジャマおにいさん、1981年1月28日 - ）（44歳）
- 本名：浅川渉（あさかわ しょう）
- ツッコミ担当。
- 徳島県阿南市出身。
- 血液型はB型。
- 徳島県立富岡東高等学校→早稲田大学社会科学部卒業。
- この芸名は、自主トークライブ『THE POP』の2008年10月16日の回にゲスト出演した☆ぴょんぴょん☆によって名付けられた。
- 特技は速読。
- よしお亡き後はピン芸人「ルサンチマン浅川」として活動を継続。
- 所属事務所はオフィス北野、ワイエムエヌを経て、2024年1月よりフリーとなる。

よしお（1980年12月11日 - 2014年10月29日）（満33歳没）
- 本名：吉尾信介（よしお しんすけ）
- ボケ担当。
- 徳島県那賀郡那賀川町（現・阿南市）出身。
- 血液型はO型。
- 徳島県立富岡西高等学校→早稲田大学法学部卒業。
- 2014年10月29日、自宅で睡眠中に突然死。享年33歳。

## 略歴
二人は出身中学校、高校がそれぞれ隣同士だったが、本格的に知り合うようになったのは大学進学後の県人会だった（その後、吉尾は県人会の幹事を務める）。一時疎遠の状態にはなるが、大学卒業の日に浅川から吉尾に連絡してお笑い活動の話を持ちかけ、ルサンチマン結成に至る。
かつては有限会社ティンカーベル所属。2006年、M-1グランプリにおいて準決勝進出。
2008年9月末で一度解散。二人はそれぞれ「パジャマお兄さん」「よしお」としてそれぞれピンで活動する。パジャマお兄さんは銀河の夜、ミスアルプスと共に自主トークライブ『THE POP』の主催を務めていた。
2009年12月27日、ミスアルプスのトークライブ『鯖折』にて二人が揃い、この日は一日限定のルサンチマンとして出演。2010年7月に再びルサンチマンとして活動を開始し、同年7月29日にキングオブコント1回戦に出場。この日は「元気ハツラツぅ?賞」を受賞した。
2012年11月に北野ファームから昇格してオフィス北野の所属が決定した。
2014年11月、よしおの急死により事実上の解散。パジャマお兄さんはピン芸人「ルサンチマン浅川」として活動を継続する。

## 芸風
元々は漫才で活動。「腹痛い」「ドラッグを憎め!」「やり直しや!」「うどん」「サッカー」「仕事を辞める若者たち」などのネタがあり、コントには「あしたのジョー」のパロディなどがある。
漫才師ルサンチマン「戯れ言」（公式ホームページ）によると、コンビ名の由来となるルサンチマン本来の意味がネタの出発点であり、ネタは「狂人とヤクザの絡み」、自分たちのことを「浅川はスキゾフレニア（統合失調症）で吉尾はパラノイア（偏執病）」と形容している。こういったことから、二人の掛け合いでもテンションに差がある。

## 出演

### テレビ
- テレ遊びパフォー!（NHK総合）
- ぐるぐるナインティナイン（日本テレビ）
- M-1リターンズ2006（朝日放送）
- あっ!と芸人コレクション! -ルサンチマン-（あっ!とおどろく放送局）

### 映画
- 東京アディオス（パジャマお兄さんのみ）

### CM
- スヴェンソン「増毛体験」（よしおのみ）

### ライブ
- ルサンチマンライブ（2006年3月25日・4月15日・5月6日・6月24日・7月29日・8月12日・9月30日・10月28日、2007年2月26日 他）
- カリスマ芸人待合室
- 実験ライブ
- 今夜はしゃくれナイト
- 笑ギャラリー
- お笑い天狗サミット
- お笑い道場破り
- カリスマ芸人待合室
- Tシャツラブサミット
- ウェルダンライブ
- 脳みそ夫勉強会
- 日本一危なっかしいライブ（インタレスティングタケシ、ウェルダンとの共催）
- 阿南市・活竹祭
- 世界大喜利サミット（フェイフォン、エレファンティノミー、少年感覚との共催）
- エンタメヒットパレード

他

## 書籍

### 著書
- 誰でも速読ができるようになる本（ルサンチマン浅川、2021年3月16日、平成出版、ISBN 978-4434286865）